# Mukkajärvi (sjö i Rovaniemi, Lappland, Finland)
Mukkajärvi eller Mutkajärvi är en sjö i Finland. Den ligger i kommunen Rovaniemi i landskapet Lappland, i den norra delen av landet, 700 km norr om huvudstaden Helsingfors. Mukkajärvi ligger 114,6 meter över havet. Arean är 77,5 hektar och strandlinjen är 8,14 kilometer lång. Sjön  ingår i Kemi älvs huvudavrinningsområde.   Den ligger vid sjön Kontojärvi.